# فيونا كريسب
فيونا كريسب (بالإنجليزية: Fiona Crisp)‏ هي مصورة بريطانية، ولدت في 1966 في ديربيشاير في المملكة المتحدة.

## وصلات خارجية
- الموقع الرسمي